# Joven Orquesta Nacional de Gran Bretaña
La Joven Orquesta Nacional de Gran Bretaña (en inglés, National Youth Orchestra of Great Britain o NYO-GB) es la joven orquesta nacional del Reino Unido, compuesta por 164 miembros de edades comprendidas entre los 13 y los 19 años. Los jugadores son seleccionados mediante audiciones que tienen lugar en el otoño de cada año en varios lugares del país. El estándar mínimo necesario para la audición es ABRSM / Trinity Guildhall / London College of Music Grade 8 Distinction, aunque no es necesario haber tomado ningún examen. El objetivo de NYO es ser "la orquesta más inspiradora para los jóvenes" y en muchos de sus conciertos, todos los asientos cuestan solo £ 5 para menores de 25 años. En 2011, la orquesta fue preseleccionada para el premio al mejor conjunto de la Royal Philharmonic Society. En 2012, NYO recibió la Medalla de la Reina de la Música. En 2015, NYO recibió el premio Ensemble de la Royal Philharmonic Society, que reconoció en particular el lanzamiento de NYO Inspire, así como otros trabajos suyos.

## Organización NYO y directores anteriores
Ruth Railton (más tarde Dame Ruth King) fundó la Orquesta Nacional Juvenil en 1948. Los directores posteriores de NYO han sido Ivey Dickson (1966–1984), Derek Bourgeois (1984–1993), Jill White (1993–2002) y Jonathan Vaughan (2002–2007). Sarah Alexander fue nombrada directora de NYO en 2007 y ahora se titula directora ejecutiva y directora artística.
La orquesta hizo su debut en el Young Euro Classic en 2015, regresando en 2019.

## Otras orquestas
Otros conjuntos a nivel nacional de diferentes organizaciones:
- National Youth Wind Orchestra of Great Britain
- National Youth Concert Band of Great Britain
- National Youth String Orchestra
- National Children's Orchestra of Great Britain
- National Youth Jazz Orchestra
- National Youth Wind Ensemble of Great Britain
- National Children's Wind Orchestra of Great Britain
- National Children's Wind Sinfonia of Great Britain
- National Youth Orchestra of Scotland
- National Youth Orchestra of Wales